# Ode aan het Landschap
Ode aan het Landschap is een bewegwijzerde fietsroute in de Achterhoek in Nederland. De route uit 2025 is 368 kilometer lang en is bewegwijzerd met rechthoekige bordjes met een klaver. De fietsroute bestaat uit vijf etappes:
1. Winterswijk - Sinderen
2. Sinderen - Laag Keppel
3. Laag Keppel - Bronkhorst
4. Bronkhorst - Borculo
5. Borculo - Winterswijk